# 澤氏星衫魚
澤氏星衫魚（学名：Astronesthes zetgibbsi）为輻鰭魚綱巨口鱼目巨口鱼科的其中一種。分布于南太平洋熱帶及亞熱帶海域，為深海魚類，棲息深度40-120公尺，體長可達10.3公分。

## 扩展阅读
維基物種上的相關：澤氏星衫魚